# Orun
Orun u Oro, Señor y Rey de los muertos en la religión yoruba es una de las manifestaciones poderosas del Panteón Yoruba, dominando a la muerte y a los espíritus.

## Orun u Oro
Es un fundamento preparado por los Babalawos, cuya carga secreta va dentro de una tinaja negra, sellada con cemento de la cual sobresalen de 9 a 18 cauries según se indique para el fundamento, lleva un caracol del tipo cobo y en otros casos las cabezas de dos muñecos (uno Okuní y uno Obiní  ) los cuales también se cargan.
Orun no trabaja directamente, él envía a su mensajero Ikú para que encuentre y traiga a las personas que deben morir. 
A Orun lo acompaña como complemento un bastón "pagugú" el cual en su punta es adornado en la mayoría de los casos con la talla de una calavera, cuyos ojos son dos cauríes con la parte da la apertura natural hacia adentro. El fundamento de Orun también lleva una teja "Ikokó Awadorono Kole Unoricha", un machete y un Eshu de Oro montado en una piedra (otá) que debe ser porosa o de arrecife de mar.

## La voz de Orun
Se ata a un poste con una cuerda larga un trozo de metal plano o de una madera plana en forma de pez, cuando el viento sopla se mueve y emite un sonido agudo llamado Ejáoro (pez de Orun).

## Importancia del culto a Orun
Entre los de Oyó, la población de Iseyin y Jabata son los principales adoradores de Orun. En el año tienen siete días para su adoración. Durante todo el día las mujeres se quedan dentro de sus casas encerradas, excepto unas pocas horas en que tienen permitido procurarse algunas provisiones. Para el séptimo día ni siquiera tienen esto permitido, manteniéndose rigurosamente encerradas. La que no cumpla con el culto es sentenciada a una muerte segura y esta pena es ejecutada sin importar cuál sea el título, la posición o la riqueza que tenga la mujer que se atreva a mirar a Orun.
Orun es más sagrado y venerado que el mismo Egungún entre los Ijebú y los Egbá, se cuenta que en los tiempos antiguos, cuando las personas eran condenadas a morir por la corte Ogboni, eran los miembros del culto Orun quienes tenían que llevar a cabo la sentencia, como ejecutores de criminales.
Los Babalawos mantienen el culto a Orun siendo así los encargados de entregar bajo un juramento el fundamento. Los que pretenden ser Orìatés, tienen que pertenecer al culto Orun, esto según las verdaderas tradiciones. 
Los juramentados ante el fundamento de Orun, luego de pasar por rituales rigurosos y secretos, son denominados como  Omo (hijo) Orun a los que se le realiza un Itá en el que tienen que participar no menos de tres Babalawos y por medio de Orunmila reciben el Odún que los va a caracterizar dentro de la Sociedad Orun.

## Características
- Nombres: Orun, Oro
- Colores: Negro
- Día de la semana: Viernes
- Número: 9